# Macrodactylus nigricornis
Macrodactylus nigricornis är en skalbaggsart som beskrevs av Moser 1919. Macrodactylus nigricornis ingår i släktet Macrodactylus och familjen Melolonthidae. Inga underarter finns listade i Catalogue of Life.